# Міхал Єжи Вандалін Мнішек
Міхал Єжи Вандалін Мнішек (1742, с. Дев'ятир поблизу Жовкви, нині Україна — 2 березня 1806, м. Вишнівець, нині смт Збаразького району, Україна) — польський і український шляхтич, державний, політичний і військовий діяч Речі Посполитої. По материнській лінії - нащадок князів Вишневецьких.

## Життєпис
Народився в 1742 році в с. Дев'ятир (нині Львівська область, Україна). Наймолодший із трьох дорослих синів Яна Кароля Мнішека 1716—1759) та його дружини Катажини Замойської (1722—1771). Хлопчиком у 1755—1756 роках разом із батьком їздив до Стамбулу, про що склав щоденник. Після смерти батька його опікуном був стрийко Єжи Август Мнішек.
Навчався у Варшаві в «Колегіум нобіліум» ордену піярів.
1763 року отримав Яворівське та Сташавське староства. Після повернення додому 1768 року мешкав у Вишнівці, після смерти першої дружини (1772) переїхав до Варшави. З жовтня 1777 — чесник великий коронний. Протягом 1778-1781 років був великим литовським секретарем. 23 травня 1781 року став надвірним литовським маршалком. З 23 серпня 1783 року — великий коронний маршалок (після Станіслава Любомирського). З 1785 року — люблінський староста. У березні 1787 року приймав у Вишнівці короля Станіслава Августа, який їхав до Канева на зустріч з Єкатєріною ІІ.
1798 року повернувся до Польщі, наприкінці життя проживав у Вишнівці, брав участь у культурному та науковому житті Волині. Зокрема, 1 жовтня 1805 — у відкритті Волинської гімназії в Кременці.
Помер 2 березня 1806 року у Вишнівці, був похований у місцевому фарному костелі, прощальну промову під час похорону виголосив Алоїзій Осінський. Правдоподібно, має бути його надгробок.
На честь Єжи Мнішека київський природознавець Йоганн Гайнріх Гохгут у 1851 році назвав відкритого ним жука-довгоносика Tanymecus mnischekii.

### Маєтності
Від батька успадкував Демблін поблизу Варшави, від матері — Вишнівець із «ключем» (бл. 40 сіл, загальна вартість — бл. 6 млн зл.). Вкладав кошти в колекції портретів, мініатюр, зібрав значну бібліотеку (її частину переказав Тадеушеві Чацькому). Вишнівецький палац за нього був відновлений.

### Сім'я
Був одружений вперше з Тересою Пелагеєю Потоцькою (шлюб взяли 1771 року, померла в жовтні 1772). Друга дружина — Уршуля з Замойських (шлюб — 19 лютого 1781), першим її чоловіком був Вінцентій Потоцький, з яким вони розлучились. Діти:
- Кароль Пилип (7 січня 1794, Вишнівець — травень 1846, там само) — навчався в Кременці, член судової освітньої комісії, колекціонер фолкльору, бібліофіл. Успадкував Вишневецький замов. Зберіг й дослідив рукопис продовження праці о. Каспера Несецького ТІ.
- Ельжбета — дружина князя Домініка Радзивілла
- Пауліна Констанція[4] (17.IV.1798—5.V.1863)  — дружина Антонія Яблоновського (7.XII.1793—26.XII.1855), шлюб 29 вересня 1818.[5]